# Parada Aeropuerto
Parada Aeropuerto es un apeadero ferroviario del Tren del Valle, provincia del Neuquén, Argentina.

## Ubicación
Está ubicada a aproximadamente 350 metros al sur del edificio terminal del Aeropuerto Internacional Presidente Perón de la ciudad de Neuquén, sobre la Avenida San Martín cerca de su intersección con la Avenida Goya.
Se construyó en 2021-2022 junto a otras cinco paradas, las cuales están ubicadas en Ignacio Rivas, ETON (Estación Terminal de Ómnibus de Neuquén) y El Cholar en la capital provincial y Barrio Unión y Constituyentes en la localidad de Plottier, además de un segundo andén en la estación central de Neuquén. Esta parada fue la primera en construirse.